# Giusto di Acerenza
Giusto di Acerenza (... – 500) è stato un vescovo romano.

## Agiografia e culto
Il primo vescovo di cui si ha certa notizia dell'Arcidiocesi di Acerenza è Giusto, vissuto verso la fine del V secolo.
Giusto,  partecipò al concilio di Roma del 499 tenuto dal Papa Simmaco: papa Gelasio I ne parla in una lettera indicando la presenza di Giusto Vescovo Acherontino.
Il vescovo Giusto morì l'anno dopo e venne venerato come santo.